# マンシー (インディアナ州)

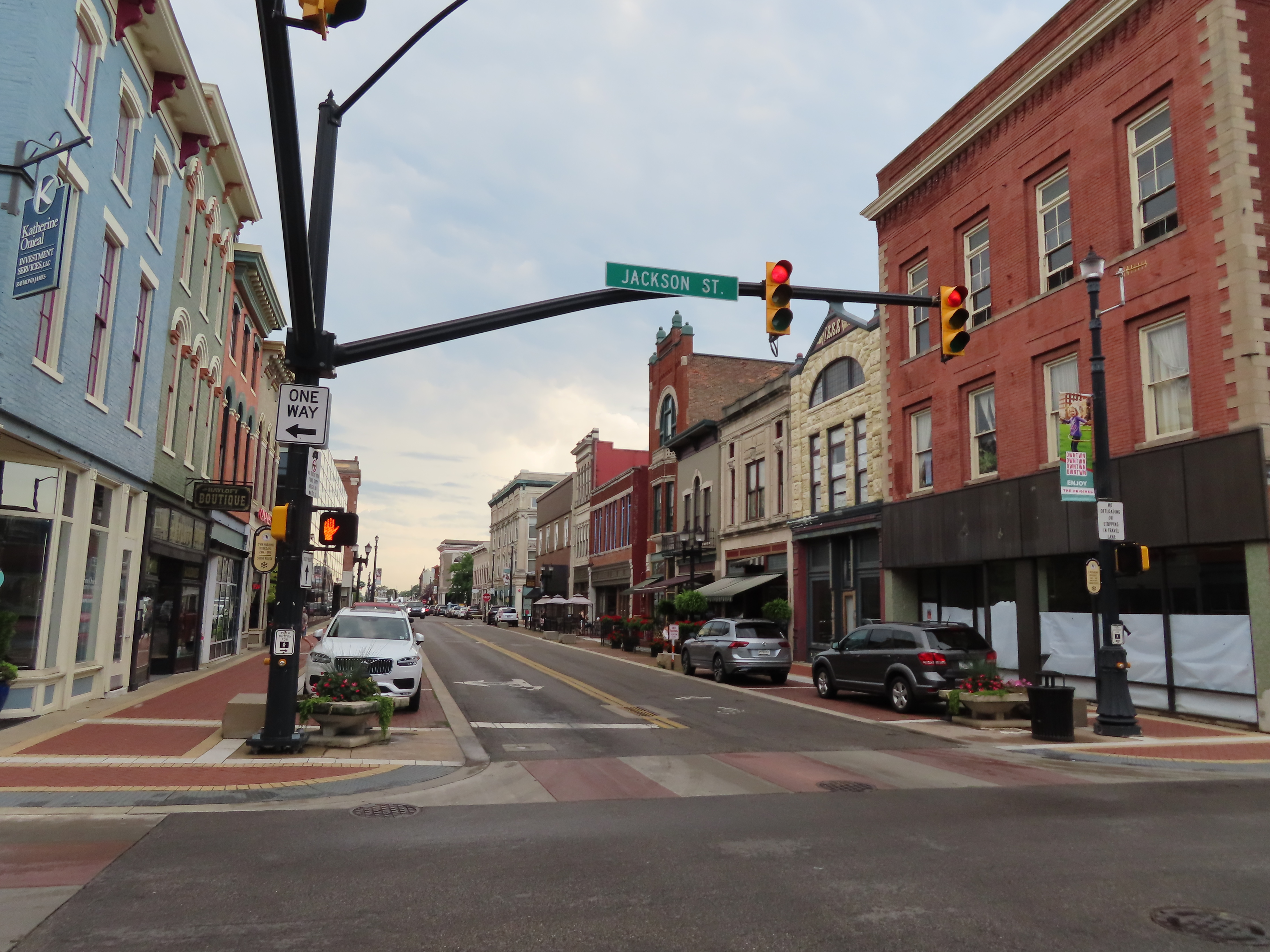
ダウンタウン

マンシー（英: Muncie）は、アメリカ合衆国インディアナ州の都市。デラウェア郡の郡庁所在地である。人口は6万5194人（2020年）。ボール州立大学が立地する学園都市である。

## 歴史
1854年に町として法人化した。1864年、市に昇格した。

## 地理

デラウェア郡内の位置

州都インディアナポリスの北東100キロメートルに位置している。座標は北緯40度11分48秒 西経85度22分30秒 / 北緯40.19667度 西経85.37500度。

## 人口動勢
2000年国勢調査で、この都市は人口67,430人、27,322世帯、及び14,589家族が暮らしている。人口密度は1,076.7/km2 (2,788.2/mi2) である。482.3/km2 (1,289.9/mi2) の平均的な密度に30,205軒の住宅が建っている。この都市の人種的な構成は白人83.72%、アフリカン・アメリカン12.97%、先住民0.27%、アジア0.79%、太平洋諸島系0.09%、その他の人種0.67%、及び混血1.49%である。ここの人口の1.44%はヒスパニックまたはラテン系である。
この都市内の住民は19.8%が18歳未満の未成年、18歳以上24歳以下が24.6%、25歳以上44歳以下が24.2%、45歳以上64歳以下が18.3%、及び65歳以上が13.2%にわたっている。中央値年齢は29歳である。女性100人ごとに対して男性は89.9人である。18歳以上の女性100人ごとに対して男性は86.5人である。
この都市内の世帯ごとの平均的な収入は26,613米ドルであり、家族ごとの平均的な収入は36,398米ドルである。男性は30,445米ドルに対して女性は21,872米ドルの平均的な収入がある。この都市の一人当たりの収入 (per capita income) は15,814米ドルである。人口の23.1%及び家族の14.3%の収入は貧困線以下である。全人口のうち18歳未満の24.2%及び65歳以上の9.7%は貧困線以下の生活を送っている。